# Caroline Helmersson Olsson
Caroline Elisabeth Helmersson Olsson, född 8 april 1963 i Katrineholm, är en svensk politiker (socialdemokrat). Hon är ordinarie riksdagsledamot sedan 2007 (dessförinnan statsrådsersättare i oktober 2006), invald för Södermanlands läns valkrets.

## Biografi
Helmersson Olsson kommer ifrån Vingåker där hon också bor. Hon är gift med Peter Helmersson. Hon är undersköterska och har också varit fackligt engagerad inom Kommunal.

### Riksdagsledamot
Helmersson Olsson inledde sitt riksdagsuppdrag genom att vara statsrådsersättare under några dagar i oktober 2006. Från och med maj 2007 blev Helmersson Olsson ordinarie riksdagsledamot.
I riksdagen är hon ledamot i utbildningsutskottet sedan 2010 (dessförinnan suppleant i utskottet från 2007). Hon är kvittningsman för Socialdemokraterna sedan 2010, var ledamot i Valprövningsnämnden 2015–2019 (dessförinnan suppleant från 2011) och är ledamot i Riksbanksfullmäktige sedan 2014. Hon är eller har varit suppleant i bland annat konstitutionsutskottet, kulturutskottet och socialförsäkringsutskottet.